# Círculo de Bellas Artes (edificio)
Círculo de Bellas Artes es el nombre con el que se conoce al inmueble ubicado en la confluencia de la calle de Alcalá y la Gran Vía de Madrid, sede del Círculo de Bellas Artes.

## Historia

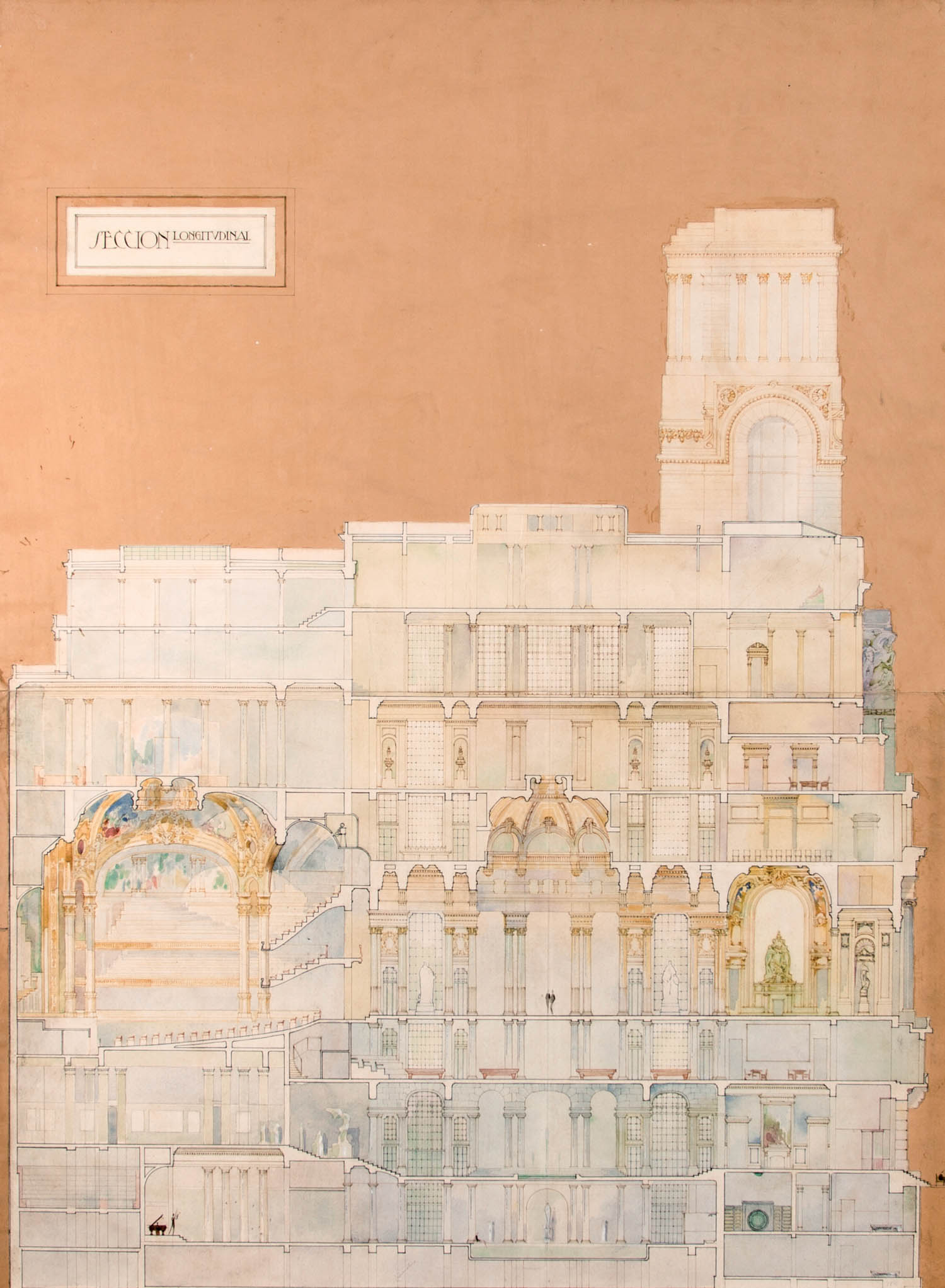
Plano

Es obra del arquitecto Antonio Palacios Ramilo y fue construido a comienzos de la década de 1920.
Además del Círculo de Bellas Artes, a lo largo de su historia el edificio ha sido sede de otras instituciones. Al comienzo de la Guerra Civil Española en su sótano se instaló una checa de detención perteneciente al Comité Provincial de Investigación Pública (CPIP). Tras el final de la contienda, acogió durante algún tiempo la sede del Servicio Exterior de Falange, antes de recuperar su función original.
Fue declarado monumento histórico-artístico de carácter nacional en 1981. En la actualidad el inmueble tiene la consideración de Bien de Interés Cultural, formando parte del  denominado Paisaje de la Luz, paisaje cultural declarado Patrimonio de la Humanidad el 25 de julio de 2021.

## Descripción
Su interior corresponde a la dificultad de aunar los diversas usos del Círculo, sociales y administrativos, presentando unas secciones complejas, con amplios salones, y zonas administrativas o de servicio situadas en entreplantas con menor altura, como la sección de un trasatlántico de la época.
En su planta principal se dispone el salón de baile, comunicado directamente con el teatro, denominado de Fernando de Rojas, permitiendo unas sucesiones de recorridos y de aprovechamiento de espacios muy interesantes. Algunas de sus salas llevan el nombre de figuras destacadas de las artes españolas, como las salas Valle-Inclán, Ramón Gómez de la Serna, María Moliner, María Zambrano,  Antonio Palacios. 

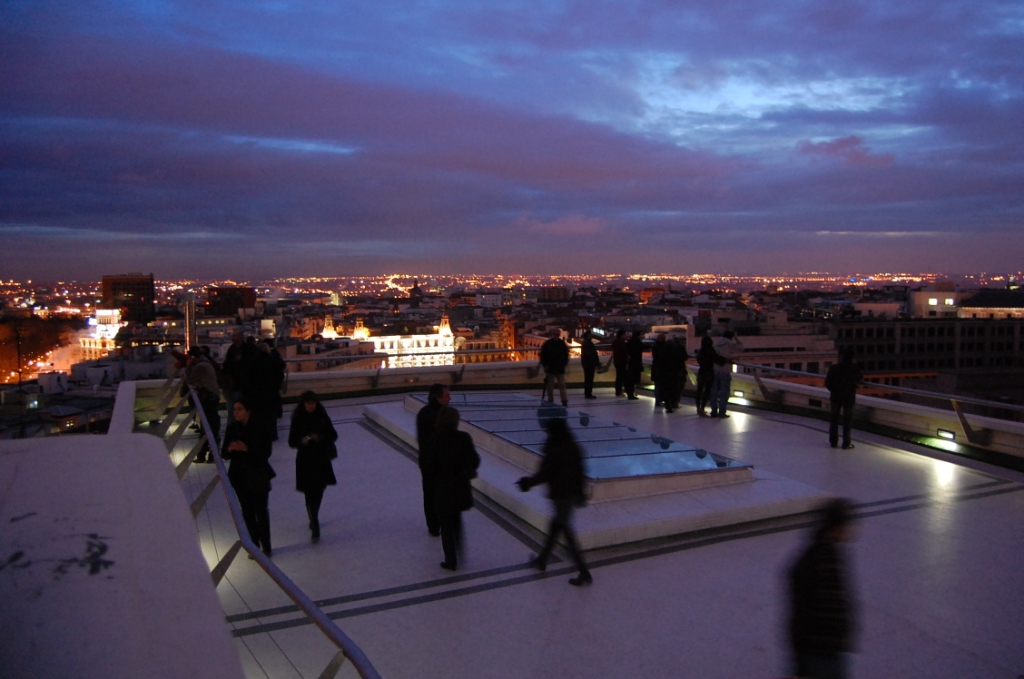
Azotea al atardecer

La azotea muestra una perspectiva única de Madrid. Situada a 56 metros de altura, ofrece a sus visitantes una de las más espectaculares vistas de la ciudad. El edificio está coronado por la escultura Minerva, de Juan Luis Vassallo, una pieza que representa a la diosa romana de la sabiduría y el arte, símbolo del Círculo desde su fundación. Es posible acceder a la azotea desde el vestíbulo: un ascensor con puertas de cristal permite el acceso a este privilegiado espacio.

## En la cultura popular
- La fotografía en la primera carpeta en el álbum debut de Mecano (álbum: Portada del reloj, © 1982; foto interna) realizada por Alejandro Cabrera, fue tomada en las columnas del Círculo de Bellas Artes.[9]
- En la película Madrugada (Antonio Román, 1957) aparece la planta baja con su entrada de carruajes, ya desaparecida, y la bolera Bellas Artes.
- La película española Beltenebros (1991), dirigida por Pilar Miró, emplea la azotea del CBA en una de sus escenas. En la película, los personajes suben a ella, supuestamente, desde el Hotel Palace, llamado entonces Hotel Nacional, que es el nombre que se ve en la escena.
- En la serie Los misterios de Laura en su capítulo 18 el desarrollo final se produce en el ático del edificio.